# 聖ポルフィリウス教会
聖ポルフィリウス教会（アラビア語: كنيسة القديس برفيريوس, ローマ字表記: Kanīsat al-Qadīs Burfīryūs）は、パレスチナ国ガザ市にあるギリシャ正教の教会である。エルサレム総主教庁に属し、市内では最も古い現在でも利用されている教会であり、世界で3番目に古い教会と言われている。ガザ旧市街のザイトゥン地区にあるこの教会は、5世紀のガザの司教、聖ポルフィリウスにちなんで名づけられた。

## 歴史

### ビザンチン、十字軍の構造、進化
425年にはこの地に教会が建てられていたが、現在の教会の建設は1150年代か1160年代に十字軍によって行われ、聖ポルフィリウスに譲渡・献堂（新築の会堂を神に捧げる）した。15世紀の記録によれば、教会の献堂は聖母マリアにも行われていた。
教会は1856年に改築された。現在でも十字軍時代に建築されたコーニスや台座もいくつかあるが、その他の部分の多くは後に付け加えられたものである。

### ハマース・イスラエル戦争
2014年、70人以上のパレスチナ人が死亡したIDFによる爆撃から逃れた約2000人のパレスチナ人が、聖ポルフィリウス教会に避難した。爆撃の間、家族は教会と隣接する建物の廊下や部屋で寝泊まりし、食事や医療ケアも提供された。
これらの教会群は、2023年パレスチナ・イスラエル戦争中、イスラエル軍の砲撃から逃れるための避難所として再び使用された。

#### 2023年の空爆
2023年10月19日、少なくとも400 - 500人のパレスチナ人が避難していた敷地の近くを、4発のイスラエル軍のミサイルが襲った。この空爆は、民間人に避難所を提供している2つのホールを攻撃し、少なくとも1つの建物が崩壊したことが教会関係者によって確認された。16 - 18人のパレスチナ人が死亡し、いまだに瓦礫の下敷きになっている犠牲者の数は不明である。
イスラエル軍は、近くのハマース司令部を標的にしたと主張する空爆の責任を認め、さらに事件は 「検討中」 であると述べた。

## 建築様式
聖ポルフィリウス教会は長方形型で、半ドームの屋根を持つ神殿となっている。舗装は、南側が地面から1.8m、北端が地面から3m低くなっており、現在の建物が以前の建物の上に建てられたことを表している。教会は、2つのグロイン・ヴォールトのベイからなる単一の通路と、半円形の突出した後陣からなり、その前に樽型ヴォールトの司祭館がある。内部は、後陣を含めて22.9m、8.9mの大きさ。かつての洗礼者聖ヨハネ大聖堂（現：ガザの大モスク）と建築的にも構造的にも類似している。
西側の入り口には、3本の大理石の柱が2つの尖ったアーチを支える形のポルチコがある。大理石の台座は十字軍が建築した時代のものである。教会は、ファサードから入ることも可能でありながら、モダンなギャラリーに面した横のドアから入ることもできる。壁は、水平の大理石と花崗岩の柱とピラスターで支えられている。